# 馬康
马康（1世纪—94年），扶风郡（今陕西省扶风县）人。东汉人物，马援之孙，马光之子。
马康的父亲马光为人小心周密，母亲去世过度哀痛，汉章帝於是非常亲近他，于是复位特进。马康担任黄门侍郎。永元二年，马光为太仆，马康为侍中。窦宪被诛，马光因为与窦宪关系好，于是免官就封。后来窦宪家奴诬陷马光与窦宪谋逆，马光自杀，马康等家属回归扶风郡。扶风郡再杀马康。